# Alpen-Sonnenröschen-Würfel-Dickkopffalter
Der Alpen-Sonnenröschen-Würfel-Dickkopf (Pyrgus warrenensis), auch Warrens Würfel-Dickkopffalter oder Warren-Würfelfalter ist ein Schmetterling aus der Familie der Dickkopffalter (Hesperiidae). Das Artepitheton im wissenschaftlichen Namen ehrt den irischen Entomologen B.C.S. Warren (1887–1979).

## Merkmale
Die Vorderflügellänge des männlichen Falters beträgt zehn bis 13 Millimeter. Im Gegensatz zur ähnlichen Art, dem Schwarzbraunen Würfel-Dickkopffalter, sind die Vorderflügel schmaler und mehr zugespitzt. Es befinden sich weniger weiße Flecken darauf. Die Unterseite der Hinterflügel ist verwaschen hellgrau und die Mittelbinde ist reduziert.
Das Ei ist rundlich und an beiden Enden abgeplattet. Die Oberfläche weist etwa 15 kräftige, etwas unregelmäßige Längsrippen auf. Es ist zunächst hellgelb, verfärbt sich dann kurz vor dem Schlupf der Eiraupe leicht rötlich.
Die Raupe ist meist etwas gedrungen, bräunlich gefärbt und besitzt einen schwarzen Kopf. Sie ist mäßig stark behaart. Sie besitzt wie die Raupe von Pyrgus andromedae ein gut entwickeltes, schwarzes und sklerotisiertes Analschild.
Die Puppe ist auf dem Rücken stark hellbläulich bereift. Ein schwarzes Punktmuster ist trotz der Bereifung gut sichtbar, ebenfalls eine schwarze Längslinie auf dem Rücken des Thorax. Dagegen ist sie auf der Bauchseite kaum bereift und zeigt hier eine graue bis graubraune Grundfarbe.

## Geographisches Vorkommen und Habitat
Den Alpen-Sonnenröschen-Würfel-Dickkopf findet man in den Mittel- und Ostalpen auf besonnten, niedrigwüchsigen, alpinen Matten von 1700 bis 2700 Meter Höhe. Voraussetzung ist allerdings das Vorkommen der Raupennahrungspflanze Alpen-Sonnenröschen (Helianthemum alpestre).

## Lebensweise
Die Art weist einen zweijährigen Entwicklungszyklus auf. Die Falter fliegen im Juli und legen die Eier an der Raupennahrungspflanze ab. Die Falter wurden beobachtet, wie sie an Thymianen (Thymus) sp., Alpen-Aster (Aster alpinus), Alpen-Hornklee (Lotus alpinus), Klee (Trifolium) und Hauswurzen (Sempervivum) Nektar saugten. Die Raupe schlüpft noch im selben Jahr und überwintert als L1-Raupe. Im folgenden Jahr entwickelt sie sich nur langsam. Das vorletzte Raupenstadium überwintert dann ein zweites Mal. Insgesamt häutet sich die Raupe fünfmal. Die Überwinterung findet in einem Gehäuse statt, das die Raupe aus Erde, Moos, trockenen und lebenden Blättern der Nahrungspflanze anfertigt. Die Raupe ernährt sich lediglich von Alpen-Sonnenröschen (Helianthemum alpestre). Unter Zuchtbedingungen fand die gesamte Entwicklung vom Ei bis zum Falter in drei Monaten statt.

## Gefährdung
Der Falter ist in Mitteleuropa nur lokal gefährdet.